# Grijalva
Grijalva (špa. Río Grijalva) je rijeka u Meksiku.
Rijeka je duga 480 km, a teče jugoistočnim Meksikom. Ime je dobila po španjolskom konkvistadoru Juanu de Grijalvu koji je posjetio ovo područje 1518. godine. Rijeka izvire u gorju Chiapas i teče kroz savezne države Chiapas i Tabasco. Rijeka ima porječje od 134.400 km2.
Nakon što teče do umjetnog jezera Nezahualcoyotl koje je stvoreno zbog hidroelektrane Malpaso. Grijalva okreće prema sjeveru i istoku, otprilike usporedno s granicom Chiapasa i Tabascoa. Zatim protječe kroz grad Villahermosu, te utječe u Meksički zaljev, oko 10 km sjeverozapadno od Frontera. Rijeka je plovna oko 100 km uzvodno.